# Manuel Manrique
Manuel Antonio Manrique Villegas (San Carlos, 26 de abril de 1793-Maracaibo, 30 de noviembre de 1823) fue un prócer cojedeño de destacada participación en la Guerra de Independencia de Venezuela.

## Primeros años
Nació el 26 de abril de 1793 en San Carlos, sus padres fueron don Juan Miguel Manrique de la Sierra «Juez Subdelegado de Justicia y Real Hacienda» oriundo de Puerto Cabello, y Doña María Jesús Villegas y Salazar, a través de la cual era descendiente de Juan de Villegas el fundador de Barquisimeto.

## Primera República
Con 16 años apenas cumplidos Manrique se alista en la 11° Compañía del Batallón de Veteranos de Caracas con el grado de cadete a raíz de los sucesos del 19 de abril de 1810. Más tarde el 18 de agosto de 1810 es ascendido a subteniente de la 12.º compañía del mismo batallón por decreto de la Junta Suprema de Caracas, la misma junta lo asciende el 1 de diciembre de 1810 al grado de teniente por decreto de Don Cristóbal Mendoza.
Manrique junto a otros jóvenes sancarleños como, Celedonio Sánchez, Teodoro y Miguel Figueredo y José Ramón Azpúrua, se une a las fuerzas comandadas por el marqués del Toro que marcha contra Coro en 1810.
Durante 1811 y 1812 participa en las operaciones dirigidas por el Generalísimo Francisco de Miranda. Durante el terremoto que asoló a Venezuela en 1812 se encontraba en Barquisimeto como segundo jefe de guarnición bajo el mando del coronel Diego Jalón. Perdida la Primera República por la capitulación de Miranda y siendo perseguidos los patriotas Manrique logra permanecer escondido y luchando en los bosques, hasta la entrada del Libertador Simón Bolívar en 1813.

## Batallas de 1813
En mayo de 1813 Manrique se une a las fuerzas de Bolívar que entran por la Nueva Granada para participar en la Campaña Admirable, donde participa en las batallas de Niquitao, Bárbula, las Trincheras y Tierrita Blanca, la derrota de los patriotas en esta última motivó a su traslado al deshonroso Batallón sin nombre que combatió en las batallas de Vigirima y Araure, la victoria en esta última significó la rehabilitación del cuerpo como Batallón Vencedores de Araure.
Esta victoria (Manrique comandó el batallón sin nombre bajo las órdenes del coronel Rafael Urdaneta), le valió su ascenso a mayor y el elogio de Bolívar quien dijo sobre Manrique el 4 de enero de 1814: «El Mayor Manrique, que dejando sus soldados tendidos en el campo, se abrió paso por en medio de las filas enemigas con sólo sus oficiales Planes, Monagas, Canelón, Luque. Fernández, Buroz y pocos más cuyos nombres no tengo presente, y cuyo ímpetu y arrojo publican Niquitao, Barquisimeto, Bárbula, Las Trincheras y Araure», contaba entonces Manuel Manrique 20 años de edad.

## Caída de la Segunda República
En 1814 en la defensa de la Segunda República, Manrique combatió ardorosamente en las batallas de Guama, San Mateo, Cocorote, la Victoria, Bocachica y Carabobo. Sin embargo al perderse la segunda república ya con el grado de teniente coronel acompaña a Rafael Urdaneta en su retirada hacia la Nueva Granada como parte de las “Reliquias de la Nueva Granada” que emigraron al Casanare.

## Campaña de los Llanos
En 1815 combate al realista Sebastián de la Calzada en San Cristóbal, luego participa en la defensa de Cartagena de Indias, contra las tropas expedicionarias del Pacificador Pablo Morillo.
En enero de 1816, ocupada Cartagena por Morillo, parte rumbo a Haití donde se alista en la Expedición de los Cayos, y la Toma de Carúpano. Luego atravesando territorio enemigo, llega a Barinas a reunirse con José Antonio Páez.
Es uno de los 700 combatientes que se unieron al contingente de Páez en Trinidad de Orichuna. Junto a Páez participó en las batallas de El Yagual (6 de octubre de 1816) y Achaguas (14 de octubre de 1816).
A comienzos de 1817 con pasaporte del general Páez, abandona el ejército de Apure para reunirse con las tropas de Bolívar en Barcelona. Allí es ascendido a coronel y nombrado ayudante general del Estado Mayor General del Ejército bajo las órdenes del general José Tadeo Monagas y con este rango sale en campaña contra las tropas de Morillo y la Torre en Calabozo.

## Campaña de la Nueva Granada
En 1819, Manrique cruza los Andes con el Ejército Libertador y participó en la serie de victorias que consolidarían la independencia de la Nueva Granada en Gámeza, Pantano de Vargas y Boyacá, posteriormente fue el redactor de los partes de dichas batallas.

## Campaña de Carabobo
Luego de la decisiva victoria en Boyacá, en 1820 el jefe realista Pablo Morillo firma un armisticio con Bolívar en Santa Ana de Trujillo para el cese de las hostilidades y regularización de la guerra. Luego de romperse este armisticio en 1821, se prepara en San Carlos junto a las tropas para participar en la Batalla de Carabobo, donde actúa como jefe de la primera brigada de retaguardia, durante el combate al morir el general Ambrosio Plaza, le sustituye al mando de la tercera división del ejército hasta dar por concluida la batalla.
Luego de la batalla de Carabobo es comisionado para combatir contra las fuerzas del coronel José Pereira y posteriormente bajo las órdenes de José Antonio Páez participa en la batalla de Naguanagua (11 de agosto de 1822) donde actúa como comandante general de la línea contra Puerto Cabello. Los realistas al mando del mariscal Francisco Tomás Morales fueron derrotados y se retiran a Puerto Cabello.
Su actuación en Puerto Cabello, lo hace merecedor el 29 de agosto de 1822 de la recomendación de Páez ante el congreso de Colombia, para que Manrique sea ascendido a general de Brigada, Páez se expresó de Manrique en estos términos: «Atendiendo a los méritos y servicios del Señor Coronel Manuel Manrique, además de la mucha antigüedad del actual empleo en que ha servido diversos e importantes destinos, siempre en campaña, con las consideraciones debidas a su buena conducta militar, en que ha dado pruebas de valor, aptitud y capacidad para un destino más elevado».
También Bolívar en ese entonces en Pasto al frente de la Campaña del Sur se acuerda de Manrique para recomendar su ascenso y dirige las siguientes palabras a Santander: «Manrique debe estar muy sentido conmigo porque hemos hecho muchos generales sin contar con él. Creo que se merece ser General tanto como otros de los que yo mismo he hecho. Le suplico a Ud., lo proponga al Congreso y que le diga a Manrique mi recomendación...».
Al ser aplastada en La Habana la Conspiración de los Soles y Rayos de Bolívar que pretendía expulsar a los realistas de Cuba en 1823, a su cabeza se hallaba el cubano José Francisco Lemus, coronel del ejército de Bolívar. Por entonces se barajaban planes de invasiones a Cuba, continuados luego de ser descubierta y descabezada la conspiración, como la oferta del general salvadoreño José Manuel Arce, quien brindó 400 combatientes centroamericanos o como la solicitud de un cuerpo militar venezolano de 3 000 hombres al mando del general Manrique, que sitiaba Puerto Cabello todavía bajo la ocupación peninsular.

## Campaña de Occidente
Manrique es nombrado diputado al congreso de la Gran Colombia, al cual no asiste por sus operaciones en Maracaibo que ha caído en manos de los realistas, por ello el 29 de enero de 1823 es nombrado intendente del departamento del Zulia y como tal lidera personalmente la campaña contra el mariscal Morales la cual culmina exitosamente en la batalla naval del Lago de Maracaibo embarcándose en los buques del almirante José Prudencio Padilla con sus fuerzas terrestres.
El 3 de agosto de 1823 Morales capituló en Maracaibo ante el general Manrique y se marchó a Cuba, desde donde prosiguió hacia España. Con su capitulación, Morales se convirtió oficialmente en la última autoridad de gobierno al servicio de la corona española en Venezuela. Sólo entonces con la liberación de la provincia bajo su mando Manrique acepta el rango de general de brigada.

## Muerte
El general Manuel Manrique actúa entonces como intendente del Departamento del Zulia, y cuando se aprestaba a comandar el cuerpo expedicionario venezolano para la liberación de Cuba en noviembre de 1823 se enferma repentinamente y murió el 30 del mismo mes luego de haber recibido la Orden de los Libertadores de Venezuela. Sus restos mortales reposan desde entonces en la Catedral de Maracaibo siendo considerado un prócer Zuliano, en agradecimiento sus servicios a dicha región.

## Familia
|  |                                      |  |  |  |  |  |  |  |  |  |  |  |  |  |  |  |
|  | 2. Juan Miguel Manrique de la Sierra |  |  |  |  |  |  |  |  |  |  |  |  |  |  |  |
|  |                                      |  |  |  |  |  |  |  |  |  |  |  |  |  |  |  |
|  |                                      |  |  |  |  |  |  |  |  |  |  |  |  |  |  |  |
|  | 1. Manuel Manrique                   |  |  |  |  |  |  |  |  |  |  |  |  |  |  |  |
|  |                                      |  |  |  |  |  |  |  |  |  |  |  |  |  |  |  |
|  |                                      |  |  |  |  |  |  |  |  |  |  |  |  |  |  |  |
|  | 6. ¿? Villegas                       |  |  |  |  |  |  |  |  |  |  |  |  |  |  |  |
|  |                                      |  |  |  |  |  |  |  |  |  |  |  |  |  |  |  |
|  |                                      |  |  |  |  |  |  |  |  |  |  |  |  |  |  |  |
|  | 3. María Jesús Villegas y Salazar    |  |  |  |  |  |  |  |  |  |  |  |  |  |  |  |
|  |                                      |  |  |  |  |  |  |  |  |  |  |  |  |  |  |  |
|  |                                      |  |  |  |  |  |  |  |  |  |  |  |  |  |  |  |
|  | 7. ¿? Salazar                        |  |  |  |  |  |  |  |  |  |  |  |  |  |  |  |
|  |                                      |  |  |  |  |  |  |  |  |  |  |  |  |  |  |  |
|  |                                      |  |  |  |  |  |  |  |  |  |  |  |  |  |  |  |

|  |                                  |  |  |  |  |  |  |  |  |  |  |  |  |  |  |  |
|  | 16. Juan de Villegas (1509-1553) |  |  |  |  |  |  |  |  |  |  |  |  |  |  |  |
|  |                                  |  |  |  |  |  |  |  |  |  |  |  |  |  |  |  |
|  |                                  |  |  |  |  |  |  |  |  |  |  |  |  |  |  |  |
|  | 8. Juan de Villegas Pacheco      |  |  |  |  |  |  |  |  |  |  |  |  |  |  |  |
|  |                                  |  |  |  |  |  |  |  |  |  |  |  |  |  |  |  |
|  |                                  |  |  |  |  |  |  |  |  |  |  |  |  |  |  |  |
|  | 17. Ana Pacheco                  |  |  |  |  |  |  |  |  |  |  |  |  |  |  |  |
|  |                                  |  |  |  |  |  |  |  |  |  |  |  |  |  |  |  |
|  |                                  |  |  |  |  |  |  |  |  |  |  |  |  |  |  |  |
|  | 4. ¿? Villegas Medina            |  |  |  |  |  |  |  |  |  |  |  |  |  |  |  |
|  |                                  |  |  |  |  |  |  |  |  |  |  |  |  |  |  |  |
|  |                                  |  |  |  |  |  |  |  |  |  |  |  |  |  |  |  |
|  | 9. Mariana de Medina             |  |  |  |  |  |  |  |  |  |  |  |  |  |  |  |
|  |                                  |  |  |  |  |  |  |  |  |  |  |  |  |  |  |  |
|  |                                  |  |  |  |  |  |  |  |  |  |  |  |  |  |  |  |
|  | {{{1}}}                          |  |  |  |  |  |  |  |  |  |  |  |  |  |  |  |
|  |                                  |  |  |  |  |  |  |  |  |  |  |  |  |  |  |  |
|  |                                  |  |  |  |  |  |  |  |  |  |  |  |  |  |  |  |

## Legado
La Parroquia Manuel Manrique del Municipio Simón Bolívar del estado Zulia donde se encuentra Tía Juana capital del municipio, lleva su nombre, además del Parque nacional General Manuel Manrique y la Parroquia Manuel Manrique en el Municipio San Carlos en la ciudad de San Carlos en su Cojedes natal.
En 1874 el presidente Antonio Guzmán Blanco decretó el traslado de sus restos al Panteón Nacional, traslado que hasta el presente no se ha cumplido.